# شهرستان شیشیانگ
شهرستان شیشیانگ (به لاتین: Xixiang County) یک شهرستان‌های جمهوری خلق چین در چین است که در هانژونگ واقع شده‌است.
 شهرستان شیشیانگ ۳٬۲۰۴ کیلومتر مربع مساحت و ۳۴۱٬۸۱۲ نفر جمعیت دارد.